# Franjevački samostan i crkva sv. Bonaventure u Visokom
Franjevački samostan i crkva sv. Bonaventure u Visokom, BiH, rimokatolički samostan franjevaca provincije sv. Križa Bosne Srebrene.

## Povijest
Samostan i crkva sagrađeni su zajedno sa zgradom franjevačka klasične gimnazije. Odluku o gradnji donijela je uprava Bosne Srebrene 1899., a već u kolovozu 1900. učenici su iz Guče Gore doselili u novu zgradu. Zgradu gimnazije projektirao je i graditeljske radove vodio Ivan Holz. Gradnja je stajala 63.000 forinti. Ta je svota osigurana prodajom franjevačkog gostinjca u Carigradu (26.000 forinta), prilozima samostana i župa (26.000 forinta), te darovima dobročinitelja.
Bila je uređena u duhu svoga vremena. Oltare je izradio fra Klarenz Hemmerlmayr iz Tirola. Sedamdesetih i osamdesetih godina 20. stoljeća ona je umjetnički temeljito obnovljena. Veliki mozaik od prirodnog kamena u prezbiteriju na temu Sljedbenici sv. Franje okupljeni oko Gospe, izradio je Zdenko Grgić. Od istog su umjetnika postaje križnoga puta (reljefi u bakru), te u istoj tehnici tema Jaganjca na oltarnoj menzi. Umjetničkom uređenju crkve svoj doprinos je dao i Slavko Šohaj s vitrajima, od kojih su četiri figurativna, a dva apstraktna rješenja. Oni svojim koloritom i snagom izraza uvelike obogaćuju prostor crkve. Zlatko Keser je izradio dvije freske ponad mjesta gdje su nekoć bili pobočni oltari, a Josip Poljan novi tabernakul u bronci. Time je crkva dobila u potpunosti nov umjetnički izgled.
Od glazbenih instrumenata crkva posjeduje orgulje (8 registara, dva manuala, graditelj: Jan Tuček, Hora Kutna, oko 1914.).
Sjemenišna kapelica također je bogata umjetničkim sadržajima. Njezin prostor ukrašavaju djela nekolicine istaknutih umjetnika: oltarna slika Slavka Šohaja, kip u kamenu (Gospa s djetetom) Josipa Marinovića, brončani reljef (Sv. Franjo s pticama) Marije Ujević, te četrnaest postaja križnoga puta Želimira Janeša (reljefi u drvetu).
Samostan posjeduje i bogatu zbirku likovne umjetnosti, napose moderne. Od djela starih majstora izdvajamo slike: Pieta italokretskog slikara iz 17. stoljeća (tempera, drvo), Madona s Kristom i Sv. Franjom Paula Sensera iz 1753. god., Sv. Ana i Joakim s Marijom i franjevačkim svecem nepoznatog venecijanskog majstora iz 17. st., te sliku domaćeg majstora fra Mihe Čuića Madona s Kristom, Sv. Josipom i Joakimom iz 1795. godine.
Zbirka moderne umjetnosti brojna je kako po djelima tako i po imenima umjetnika. Zastupljeno je oko pedesetak umjetnika srednje i mlađe generacije s blizu sedamdeset djela. U galerijskoj postavi zastupljene su neke od karakterističnih orijentacija novije umjetnosti, ali i djela umjetnika koji imaju zasebne razvojne putove. Između ostalih svojim su djelima predstavljeni: Šohaj, Seder, Pivac, Bifel, Ismet i Ismar Mujezinović, Berber, Kajinić, Grgić, Labaš, Marinović, Likar, Lovrenčić, Mišević, Keser i dr. Uz galerijsku zbirku, također se u zajedničkim prostorijama samostana nalazi više umjetničkih djela, koja ukrašavaju te prostore. U dvorištu se nalazi brončani kip Sv. Franje od A. Starčevića i poprsje fra Grge Martića od Ivana Meštrovića.
Posebnu vrijednost i dragocjenost samostana (gimnazije) predstavlja Profesorska knjižnica. Osnovana je koncem osamdesetih godina 19. stoljeća. Što nabavom, što darivanjem knjižnica je danas narasla na oko 50.000 svezaka. U njoj su pretežno djela s područja filozofije, povijesti, književnosti, teologije itd. Posjeduje vrlo vrijedna enciklopedijska i leksikografska izdanja. U njoj se čuvaju brojni naslovi periodike od 19. stoljeća pa do danas.
U samostanu u Visokom nalazi se i relativno bogat lapidarij. Zbirka je nastala između dvaju svjetskih ratova. Godine 1973. započeo je rad na njezinu sređivanju, a 1975. je svečano otvorena. Zbirka ilustrira različite epohe: neolit, brončano i željezno doba, doba Ilira i Rimljana, te razdoblje srednjovjekovne Bosne na tlu Visokog i njegove okolice. Pretpovijesna razdoblja zastupljena su oružjem, oruđem i keramikom. Od ilirskih spomenika posebice se ističe Batonova ploča, te dva nadgrobna spomenika. Rimsko doba ilustriraju žrtvenik Jupiteru, reljef Venere i Mitre, torzo dječaka, dva nadgrobna spomenika, te kovinski ukrasni predmeti. Srednjovjekovna je Bosna predstavljena oružjem, crkvenim posuđem, pečatima (među kojima je i pečat bana Stjepana Kotromanića), te kamenim spomenicima.
Godine 1975. otvorena je i etnografska zbirka. Ona je, kao i lapidarij, postavljena pod nadzorom stručnjaka, a zbog nevelikog prostora ograničena je na područje Visokog: narodne nošnje iz Kraljeve Sutjeske i Vareša, te predmeti iz majdana u Oćeviji.
Visoko je od izgradnje gimnazije god. 1900. župna ekspozitura (odvojena od župe Kiseljak), koju pastoriziraju visočki profesori. Od tada vodi i vlastite matice.
Ekspozitura je 1990. godine imala 624 vjernika, a na koncu 2016. godine 277 vjernika u 129 obitelji. Nju tvore sljedeća naselja: Visoko, Donja Zimča, Bradve, (G. Zimča) i Muhašinovići. U D. Zimči nalazi se podružna crkva izgrađena početkom osamdesetih godina, a u zadnje vrijeme je temeljito obnovljena.

## Vanjske poveznice
- Franjevačka klasična gimnazija - Classicum gymnasium franciscanum